# Open du Qatar (taekwondo)
L’Open du Qatar est une compétition de taekwondo organisée annuellement par la Fédération qatarienne de taekwondo et judo.
Ce tournoi est un événement majeur dans le calendrier mondial du fait de son label « WTF-G1 ».

## Palmarès hommes
| WTF-G1 | WTF-G1                   | WTF-G1        | WTF-G1          | WTF-G1       | WTF-G1            | WTF-G1           | WTF-G1        | WTF-G1     |
| Année  | -54 kg                   | -58 kg        | -63 kg          | -68 kg       | -74 kg            | -80 kg           | -87 kg        | +87 kg     |
| ------ | ------------------------ | ------------- | --------------- | ------------ | ----------------- | ---------------- | ------------- | ---------- |
| 2016   | Abuzaid Almuatasembellah | Levent Tuncat | Bolat Izutdinov | Kim Seok-Bae | Seif Eissa        | Tahir Güleç      | M'bar N'diaye | Jo Chol-ho |
| 2015   | Ali Al-Ammari            | Cha Tae-moon  | Lee Dae-hoon    | Kim Je-Yeup  | Nikita Rafalovich | Oussama Oueslati | Radik Isaev   | Jo Chol-ho |

## Palmarès femmes
| WTF-G1 | WTF-G1         | WTF-G1           | WTF-G1        | WTF-G1           | WTF-G1       | WTF-G1     | WTF-G1        | WTF-G1        |
| Année  | -46 kg         | -49 kg           | -53 kg        | -57 kg           | -62 kg       | -67 kg     | -73 kg        | +73 kg        |
| ------ | -------------- | ---------------- | ------------- | ---------------- | ------------ | ---------- | ------------- | ------------- |
| 2016   | Fadia Farhani  | Yasmina Aziez    | Rahma Ben Ali | Hakima Elmeslahy | Kim So-hee   | Haby Niaré | Rania Fawareh | Maéva Mellier |
| 2015   | Hajer Mustapha | Lucija Zaninović | Kim Da-Hwi    | Thanapa Sae-Lao  | Marina Sumić | Haby Niaré | Lee In-jong   | An Sae-bom    |